# 云南叉柱花
云南叉柱花（学名：Staurogyne yunnanensis）为爵床科叉柱花属下的一个种。其种加词 yunnanensis 意为“云南的”。